# Terra bruciata (singolo)
Terra bruciata è un singolo di Coez e Frah Quintale, pubblicato il 5 gennaio 2024 come terzo estratto dal primo album collaborativo Lovebars.

## Video musicale
Il video è stato pubblicato l'8 settembre 2023, diretto da Tommaso Biagetti e Alberto Rubino.

## Tracce
1. Terra bruciata – 2:45